# Mistrzostwa Polski w Podnoszeniu Ciężarów 1996
Mistrzostwa Polski w Podnoszeniu Ciężarów 1996 – 66. edycja mistrzostw, która odbyła się w Siedlcach w dniach 31 marca–2 kwietnia 1996 roku. W mistrzostwach wystartowały również kobiety, dla których była to 3. edycja mistrzostw.

## Wyniki

### Mężczyźni
| Konkurencja: | Złoto:                                | Wynik             | Srebro:                                 | Wynik             | Brąz:                                    | Wynik             |
| 54 kg        | Tomasz Wałęsa Śląsk Wrocław           | 232,5 (100+132,5) | Henryk Rok Światowit Myszków            | 232,5 (105+127,5) | Krzysztof Miśkiewicz Nadwiślanin Kwidzyn | 210 (100+110)     |
| 59 kg        | Marek Gorzelniak Śląsk Wrocław        | 257,5 (110+147,5) | Robert Kondratiuk LKS Terespol          | 252,5 (115+137,5) | Sławomir Ruszczyk Okęcie Warszawa        | 245 (105+140)     |
| 64 kg        | Amir Krasiński Budowlani Opole        | 292,5 (132,5+160) | Wojciech Natusiewicz Budowlani Koszalin | 287,5 (122,5+165) | Sławomir Wieczorek Mazovia Ciechanów     | 287,5 (132,5+155) |
| 70 kg        | Arkadiusz Smółka Mazovia Ciechanów    | 310 (137,5+172,5) | Jerzy Jaśniak Włókniarz Konstantynów    | 310 (135+175)     | Dariusz Zawadzki Zawisza Bydgoszcz       | 300 (135+165)     |
| 76 kg        | Ryszard Ciupa WLKS Siedlce            | 337,5 (152,5+185) | Waldemar Kosiński Światowit Myszków     | 335 (150+185)     | Włodzimierz Chlebosz Śląsk Wrocław       | 320 (145+175)     |
| 83 kg        | Andrzej Cofalik Śląsk Tarnowskie Góry | 370 (170+200)     | Artur Cichocki Wisła Puławy             | 335 (155+180)     | Zdzisław Faraś Legia Warszawa            | 335 (147,5+187,5) |
| 91 kg        | Marek Maślany Śląsk Tarnowskie Góry   | 365 (165+200)     | Piotr Paliński Mazovia Ciechanów        | 360 (160+200)     | Janusz Glądys AZS-AWF Biała Podlaska     | 355 (152,5+202,5) |
| 99 kg        | Sławomir Zawada Zawisza Bydgoszcz     | 400 (182,5+217,5) | Grzegorz Kleszcz Budowlani Opole        | 365 (165+200)     | Krzysztof Dębecki Okęcie Warszawa        | 357,5 (162,5+195) |
| 108 kg       | Krzysztof Zawadzki Legia Warszawa     | 395 (180+215)     | Dariusz Osuch Światowit Myszków         | 385 (175+210)     | Piotr Wysocki Mazovia Ciechanów          | 357,5 (160+197,5) |
| +108 kg      | Krzysztof Głąb AZS-AWF Biała Podlaska | 395 (177,5+217,5) | Stanisław Małysa Legia Warszawa         | 392,5 (180+212,5) | Mariusz Wolski Start Grudziądz           | 360 (160+200)     |

### Kobiety
| Konkurencja: | Złoto:                                        | Wynik            | Srebro:                            | Wynik           | Brąz:                               | Wynik           |
| 46 kg        | Dorota Ceglińska STS Skarżysko Kamienna       | 87,5 (35+52,5)   | Aldona Karepin ZSZ Połczyn-Zdrój   | 67,5 (27,5+40)  | Anna Gębska Darzbór Szczecinek      | 65 (27,5+37,5)  |
| 50 kg        | Agnieszka Soćko WLKS Siedlce                  | 110 (47,5+62,5)  | Estera Karauda Promień Opalenica   | 90 (37,5+52,5)  | Iwona Radomska Osadnik Myślibórz    | 90 (37,5+52,5)  |
| 54 kg        | Dominika Misterska ŁKS Łódź                   | 150 (65+85)      | Katarzyna Frączyk AKS Białogard    | 112,5 (50+62,5) | Joanna Piepiórka Budowlani Koszalin | 105 (47,5+57,5) |
| 59 kg        | Alina Pożoga Stal Kunów                       | 142,5 (60+82,5)  | Patrycja Nowak Promień Opalenica   | 120 (50+70)     | Monika Kałas Grom Więcbork          | 100 (45+55)     |
| 64 kg        | Beata Prei Grom Więcbork                      | 162,5 (70+92,5)  | Alicja Frączyk AKS Białogard       | 145 (65+80)     | Karolina Bara AKS Białogard         | 120 (50+70)     |
| 70 kg        | Aneta Szczepańska Grom Więcbork               | 177,5 (77,5+100) | Danuta Ciupa ŁKS Łódź              | 135 (60+75)     | Sylwia Modlińska Budowlani Koszalin | 132,5 (60+72,5) |
| 76 kg        | Monika Fiszer Zawisza Bydgoszcz               | 165 (70+95)      | Karolina Rutkowska Budowlani Opole | 135 (57,5+77,5) | Sylwia Tomczyk Zagłębie Wałbrzych   | 115 (50+65)     |
| 83 kg        | Marzena Wysocka AZS-AWF Biała Podlaska        | 155 (65+90)      | Ilona Szczepańska Grom Więcbork    | 122,5 (50+72,5) |                                     |                 |
| +83 kg       | Agnieszka Ptaszkiewicz AZS-AWF Biała Podlaska | 165 (70+95)      | Ilona Szaniawska WLKS Siedlce      | 130 (55+75)     | Magdalena Zdankowska ŁKS Łódź       | 110 (50+60)     |